# Dragon (Liamoo)
Dragon è un singolo del cantante svedese Liamoo, pubblicato il 2 marzo 2024 su etichetta discografica Emperial.

## Descrizione
Con Dragon il cantante ha preso parte a Melodifestivalen 2024, la competizione canora svedese utilizzata come processo di selezione per l'Eurovision Song Contest. Essendo risultata il più votato dal pubblico fra i sei partecipanti alla sua semifinale, ha avuto accesso diretto alla finale, dove si è piazzato al 5º posto su 12 partecipanti con 83 punti totalizzati.

## Tracce
Testi e musiche di Anderz Wrethov, Jimmy "Joker" Thörnfeldt, Julie "Kill J" Aagaard, Liam Cacatian Thomassen.
1. Dragon – 3:00

## Classifiche

### Classifiche settimanali
| Classifica (2024) | Posizione massima |
| ----------------- | ----------------- |
| Svezia            | 8                 |